# San Miguel Tilquiápam

Localização do município

San Miguel Tilquiápam é o município de número 284 do estado de Oaxaca, no México. Localiza-se a 42 km da capital do estado e pertence ao distrito de Ocotlan de Morelos na Região do Vale Central. Seus habitantes vêm principalmente da cultura zapoteca e sua língua materna é o zapoteca. San Miguel Tilquiápam pertence a um dos 18 grupos étnicos reconhecidos no estado de Oaxaca.